# Acutibaeus bellicosus
Acutibaeus bellicosus är en stekelart som beskrevs av Meunier 1917. Acutibaeus bellicosus ingår i släktet Acutibaeus och familjen Scelionidae. Inga underarter finns listade i Catalogue of Life.